# Gerhard Mussner
Gerhard Mussner (talora italianizzato in Gerardo; Selva di Val Gardena, 5 ottobre 1943) è un ex sciatore alpino italiano.

## Biografia
Sciatore polivalente, Mussner debuttò in campo internazionale in occasione del trofeo del Lauberhorn 1961, il 14 gennaio a Wengen in discesa libera senza completare la prova; ai Mondiali di Portillo 1966, sua prima presenza iridata, si classificò 14º nella discesa libera e 32º nello slalom gigante.
In Coppa del Mondo esordì il 9 gennaio 1967 ad Adelboden in slalom gigante (18º), ottenne il primo piazzamento a punti il 14 gennaio seguente Wengen in discesa libera (8º) e il miglior risultato il 20 gennaio 1968 a Kitzbühel nella medesima specialità (7º); ai successivi X Giochi olimpici invernali di Grenoble 1968, sua unica presenza olimpica, si classificò 11º nella discesa libera, 17º nello slalom gigante, non si qualificò per la finale dello slalom speciale e si piazzò 11º nella combinata disputata in sede olimpica ma valida solo ai fini dei Mondiali 1968.
Il 9 febbraio 1969 a Cortina d'Ampezzo in discesa liberà bissò il suo miglior risultato in Coppa del Mondo (7º) e fu quello il suo ultimo piazzamento a punti nel circuito, nel quale prese per l'ultima volta il via il 1º febbraio 1970 a Garmisch-Partenkirchen nella medesima specialità (27º); si ritirò l'anno seguente, disputando le sue ultime gare ai Campionati italiani 1971.

## Palmarès

### Coppa del Mondo
- Miglior piazzamento in classifica generale: 34º nel 1967

### Campionati italiani
- 5 medaglie[7]:
  - 1 oro (slalom gigante nel 1969)
  - 1 argento (discesa libera nel 1965)
  - 3 bronzi (discesa libera nel 1963; slalom gigante nel 1966; discesa libera nel 1970)